# Чигиринська міська територіальна громада
Чигири́нська міська громада — територіальна громада в Україні, в Черкаському районі Черкаської області. Адміністративний центр — місто Чигирин.
Утворена 13 серпня 2018 року шляхом об'єднання Чигиринської міської ради, Галаганівської, Красносільської, Матвіївської, Стецівської, Суботівської та Тіньківської сільських рад Чигиринського району. Згідно з розпорядженням Кабінету Міністрів України від 12.06.2020 № 728-р до складу громади були включені Вершацька, Іванівська, Новоселицька, Рацівська та Трушівська сільські ради.

## Склад
До складу громади входять:
| Населений пункт         | Населення, осіб (1989) | Населення, осіб (2001) |
| ----------------------- | ---------------------- | ---------------------- |
| Бурякове, селище        | 15                     | 8                      |
| Вдовичине, село         | 159                    | 87                     |
| Вершаці, село           | 1054                   | 865                    |
| Вітове, село            | 2546                   | 1138                   |
| Галаганівка, село       | 1090                   | 926                    |
| Гненне, селище          | 19                     | 4                      |
| Красносілля, село       | 562                    | 447                    |
| Кудашеве, селище        | 99                     | 92                     |
| Матвіївка, село         | 781                    | 675                    |
| Новоселиця, село        | 790                    | 622                    |
| Погорільці, село        | 193                    | 146                    |
| Полуднівка, село        | 286                    | 157                    |
| Рацеве, село            | 3083                   | 2554                   |
| Розсошинці, село        | 301                    | 212                    |
| Рублівка, село          | 126                    | 80                     |
| Скаржинка, селище       | 116                    | 66                     |
| Стецівка, село          | 1940                   | 1548                   |
| Суботів, село           | 1100                   | 875                    |
| Тарасо-Григорівка, село | 155                    | 161                    |
| Тіньки, село            | 3018                   | 2400                   |
| Трушівці, село          | 1844                   | 1346                   |
| Чернече, селище         | 289                    | 229                    |
| Чигирин, місто          | 12897                  | 11960                  |
| Чмирівка, село          | 230                    | 125                    |
| Яничі, село             | 1094                   | 859                    |